# Klaus Hemmerle
Mons. Klaus Hemmerle (3. dubna 1929, Freiburg im Breisgau – 23. ledna 1994, Cáchy) byl německý katolický filosof a teolog. V letech 1975-1994 působil jako biskup v Cáchách.

## Život
Klaus Hemmerle se narodil 3. dubna 1929 ve Freiburgu im Breisgau jako jediné dítě Franze-Valentina a Marie Hemmerle. Jeho otec byl malířem věnujícím se především sakrálnímu umění a jeho strýc Franz Philipp významným hudebním skladatelem. Estetická vnímavost, kultivovaná již od raného dětství, tak provázela Hemmerleho myšlení i službu katolické církvi po celý jeho život.
Od roku 1939 navštěvoval Hemmerle klasické Berthold-Gymnasium ve Freiburgu. Spolužáky byl velice oblíben a jeho mimořádné nádání nebylo lze přehlédnout. Ve Freiburgu také prožil válečná léta včetně bombardování města 27. listopadu 1944. Jak sám Hemmerle později popsal, právě tato událost měla významný vliv na jeho definitivní rozhodnutí stát se knězem.
V roce 1947 nastoupil na Albert-Ludwigs-Universität Freiburg ke studiu filosofie a teologie. Duchovní formace se mu dostalo v semináři St. Peter ve Schwarzwaldu. V květnu 1952 byl vysvěcen na kněze. Ve studiích nadále pokračoval a v roce 1957 obdržel za práci věnovanou filosofickému pojetí stvoření romantického německého filosofa Franze von Baadera doktorát z teologie. Konečně v roce 1967 se u Bernharda Welteho, významného profesora křesťanské filosofie náboženství na Albert-Ludwigs-Universität Freiburg a svého hlavního filosofického a teologického učitele, habilitoval s prací týkající se Schellingovy pozdní filosofie.
Od roku 1956 do roku 1961 byl Hemmerle také zakládajícím ředitelem Katolické akademie diecéze Freiburg. Mezi léty 1968–1974 působil jako duchovní ředitel Ústředního výbor německých katolíků (Zentralkomitees der deutschen Katholiken). V této souvislosti se výrazně podílel na přípravě Katolických dní (Katholikentage) v Essenu (1968), Trevíru (1970), Mönchengladbachu (1974) a rovněž také Ekumenického letničního setkání v Augsburgu.
Po habilitaci se Hemmerle nejprve roku 1969 stal soukromým docentem v Bonnu a od roku 1970 do roku 1973 působil jako řádný profesor fundamentální teologie na Universität Bochum. V roce 1973 byl coby nástupce svého určitele Bernharda Welteho jmenován profesorem křesťanské filosofie náboženství na Albert-Ludwigs-Universität Freiburg. Universitní prostředí ale opustil již o dva roky později, tj. v roce 1975, byv povolán k převzetí biskupského stolce staroslavných Cách. Jako biskupské heslo si zvolil: Omnes unum ut mundus credat (Jan. 17, 21).

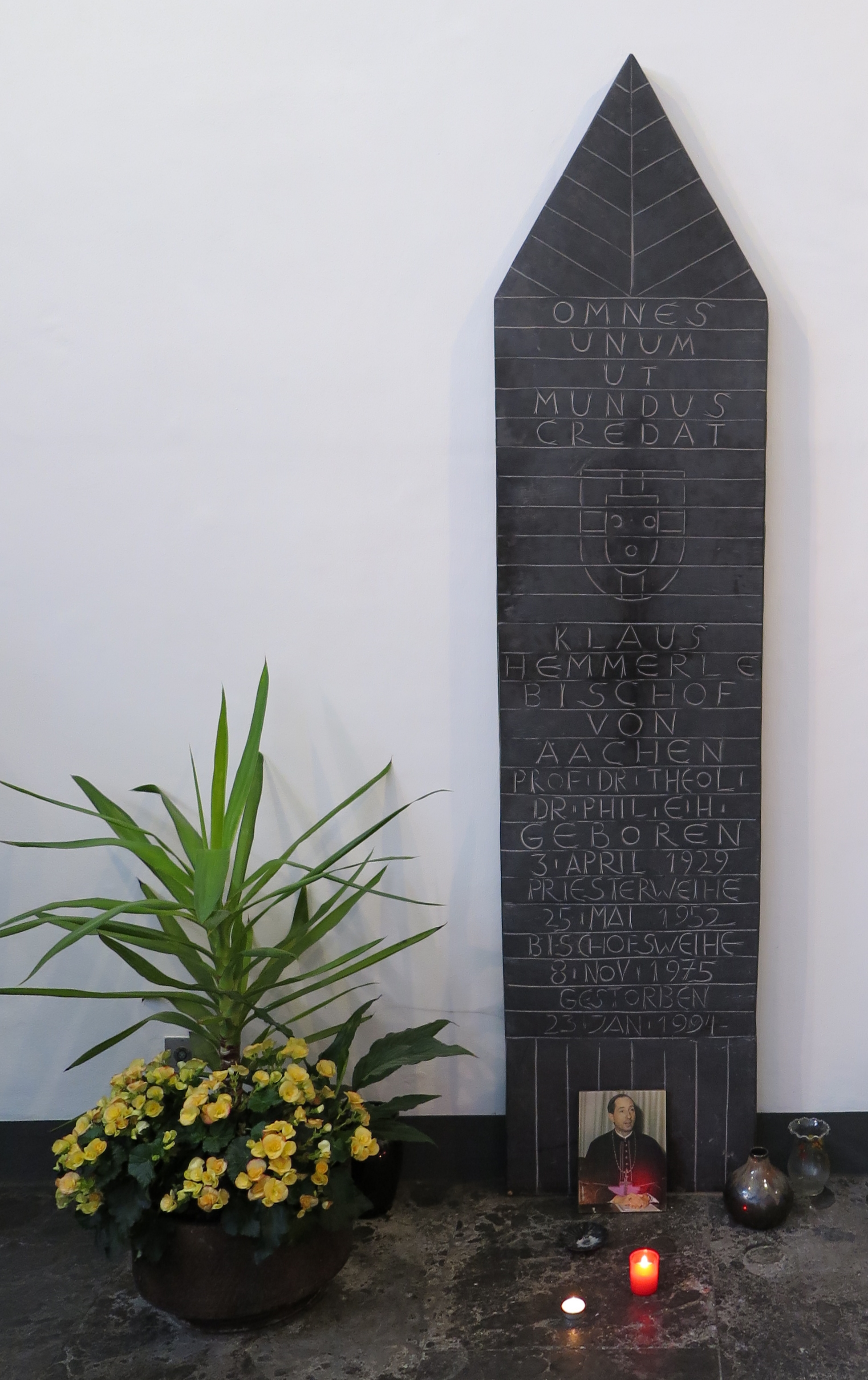
Náhrobek Klause Hemmerleho v kapli Všech svatých v cášském dómu

Před jmenováním biskupem sepsal Hemmerle řadu významných filosofických a teologických prací, mezi kterými se vyjímá zejména jeho nejslavnější dílo Teze k trinitární ontologii (1976). Také po jmenování cášským biskupem nadále publikoval; nikoli však již práce akademické, nýbrž především díla pastoračního a spirituálního charakteru.
Zásadní význam pro Hemmerleho život i myšlení mělo kromě akademického společenství kolem jeho učitele Bernharda Welteho také setkání s hnutím Focolare. Jeho spiritualita se mu stala záhy vlastní; podnítil také zakladatelku hnutí Focolare, Chiaru Lubich, k tomu, aby v rámci hnutí zřídila teologickou školu, která by spiritualitu jednoty tematizovala v širších teologických, filosofických a vědeckých souvislostech. Na tuto prvotní Scuola Abbà navázal současný universitní institut Sophia v italském Loppianu. Hemmerle také v rámci hnutí Focolare organizoval pravidelná setkání biskupů, kteří sdílejí spiritualitu jednoty. Po jeho smrti se této role ujal Hemmerleho přítel, pražský arcibiskup, kardinál Miloslav Vlk.
Podobně jako v rámci celého německého katolicismu nebo v hnutí Focolare, také ve svém biskupství zanechal Hemmerle výraznou stopu. Tváří v tvář zásadním proměnám sociální struktury církevního společenství inicioval reformní proces tzv. společenství cesty (Weggemeinschaft). Pro náhle se projevivší nemoc ale nemohl tento reformní proces dovést ke konci. Jeho smrt 23. ledna 1994 byla pro mnohé nečekaná. Pohřeb proběhl 29. ledna 1994. Obřadu se v cášské Katedrále Panny Marie (Oktogon) zúčastnily nejenom zástupy místních, ale rovněž pět kardinálů a více než 60 biskupů z různých zemí světa. Karl Lehmann, bývalý předseda Německé biskupské konference, v závěru své řeči na Hemmerleho pohřbu pronesl: „Také – nebo snad právě – biskup čelí pokušením a dělá chyby. Proto dnes také prosíme o Boží milosrdenství pro Klause Hemmerleho. Ale možná – ano, jsem si tím jist – aniž bychom si toho doopravdy všimli, žil mezi námi v osobě Klause Hemmerleho svatý kněz a biskup.“
Hemmerleho nástupcem v úřadu cášského biskupa se stal Heinrich Mussinghoff.

## Monografie a vybrané spisy
- Franz von Baaders philosophischer Gedanke der Schöpfung. Freiburg [u.a.]: Alber, 1963.
- Das Heilige und das Denken. Zur philosophischen Phänomenologie des Heiligen. In: CASPER, Bernhard; HEMMERLE, Klaus; HÜNERMANN, Peter. Besinnung auf das Heilige. Freiburg i. Br. [u. a.]: Herder, 1966.
- Gott und das Denken nach Schellings Spätphilosophie. Freiburg [u.a.]: Herder, 1968.
- Theologie als Nachfolge: Bonaventura – ein Weg für heute. Freiburg i. Br.: Herder, 1975.
- Thesen zu einer trinitarischen Ontologie. Einsiedeln-Freiburg i. Br.: Johannes Verlag, 1976, 2. Aufl. 1992.
- Vorspiel zur Theologie. Freiburg i. Br.: Herder, 1976.
- Das Wort für uns. Meditationen. Freiburg i. Br.: Herder 1976.
- Der Himmel ist zwischen uns. München: Verlag Neue Stadt, 1978.
- Glauben - wie geht das? Wege zur Mitte des Evangeliums. Freiburg i. Br: Herder, 1978.
- Wegmarken der Einheit. Theologische Reflexionen zur Spiritualität der Fokolar-Bewegung. München: Neue Stadt, 1982.
- Das Haus des barmherzigen Vaters. Freiburg i. Br.: Herder, 1982.
- Brücken zum Credo. Glaubenswege. Freiburg i. Br.: Herder, 1984.
- Dein Herz an Gottes Ohr. Einübung ins Gebet. Freiburg i. Br.: Herder, 1986.
- Und das Wort ist Kind geworden. Gedanken zur Weihnacht. München: Neue Stadt, 1991.
- Leben aus der Einheit. Eine theologische Herausforderung. Hg. v. Peter Blättler, Freiburg i. Br.: Herder, 1995.
- Gerufen und verschenkt: theologischer Versuch einer geistlichen Ortsbestimmung des Priesters. München: Neue Stadt, 2013.
- Ausgewählte Schriften (AS). 5 svz., Freiburg i. Br.: Herder, 1995–1996.

## Sekundární literatura
- BAUSENHART, Guido – BÖHNKE, Michael – LORENZ, Dominik (ed.). Phänomenologie und Theologie im Gespräch: Impulse von Bernhard Welte und Klaus Hemmerle. Freiburg i. Br.: Herder, 2013.
- BÖHNKE, Michael. Einheit in Mehrursprünglichkeit. Eine kritische Analyse des trinitarischen Ansatzes im Werk von Klaus Hemmerle. Würzburg: Echter, 2000.
- CODA, Piero – ŽÁK, Ľubomír (ed.). Abitando la Trinità: Per un rinnovamento dell'ontologia. Roma: Città Nuova, 1998.
- CURI, Maria Benedetta. Pensare dall’unità: Franz Rosenzweig e Klaus Hemmerle. Roma: Città Nuova, 2017.
- FIEDLER, Eduard. Svědek života podle Trojice: německý filosof, teolog, biskup a spoluzakladatel Hnutí fokoláre Klaus Hemmerle (1929-1994). In Nové město - časopis Hnutí fokoláre. Praha: Dílo Mariino (Hnutí fokoláre), 2019. s. 19-20.
- FIEDLER, Eduard. Mezi Freiburgem a Cáchami: Život a dílo německého filosofa, teologa a biskupa Klause Hemmerleho. Bakalářská práce, vedoucí práce: Ctirad Václav Pospíšil. Praha, 2016.
- FIEDLER, Eduard. Po stopách trinitární christologie: Christologická analýza vybraných textů Klause Hemmerleho v kontextu jeho života a působení. Magisterská práce, vedoucí práce: Ctirad Václav Pospíšil. Praha, 2018.
- FRICK, Andreas. Der dreieine Gott und das Handeln in der Welt. Christlicher Glaube und ethische Öffentlichkeit im Denken Klaus Hemmerles. Würzburg: Echter, 1998.
- HAGEMANN, Wilfried. Verliebt in Gottes Wort: Leben, Denken und Wirken von Klaus Hemmerle, Bischof von Aachen. Würzburg: Echter, 2008.
- HENRIX, Hans Hermann (Hg.). Bischof Klaus Hemmerle (1929–1994) – Ein geistlicher Meister. Aachen: Einhard, 2004.
- KIENZLER, Klaus. Bewegung in die Theologie bringen: Theologie in Erinnerung an Klaus Hemmerle. Freiburg i. Br.: Herder, 2017.
- LOOS, Stephan. Religion als Freiheit. Eine hermeneutische Phänomenologie der Religion nach Klaus Hemmerle. Freiburg i. Br.: Karl Alber, 2006.
- OBST, Thorsten. Das Heilige und das Denken. Untersuchungen zur Phänomenologie des Heiligen bei Klaus Hammerle. Würzburg: Echter, 2010.
- ŘÍHA, Karel. K trinitární ontologii. In Studia theologica 13, 2003, č. 3, s. 9-15.
- SCHREIER, Josef. Bibliographie Bischof Prof. Dr. Klaus Hemmerle (1929 – 1994). In: Kirchliches Buch- und Bibliothekswesen, 1, 2000, s. 155–268.